# Венелин Бешовски
Венелин Лазаров Бешовски е български зоолог, ентомолог, с особени приноси в изучаването на водните кончета и мухите на България и западна Палеарктика.

## Биография
Венелин Бешовски е роден на 4 април 1933 г. в гр. Кнежа. През 1957 г. завършва специалност „Биология“ в Софийския държавен университет. През 1960 г. започва работа в Института по рибовъдство във Варна. В периода 1958 – 1960 г. е уредник на отдел „Природа“ в Регионален исторически музей, Русе.
От 1971 до пенсионирането си през 2001 г. работи в Българската академия на науките. След пенсионирането си продължава да се занимава с научна дейност. Умира на 2 декември 2019 г. в София.

## Научна дейност
Основните интереси на Бешовски са водните кончета и мухите от групата Acalyptratae.

### Публикации
Проф. дбн Бешовски е автор на повече от 130 научни публикации, включително на три тома от поредицата Фауна на България:
- Фауна на България, том 14. Diptera, Chloropidae. В. Бешовски, 1985
- Фауна на България, том 23. Insecta, Odonata. В. Бешовски, 1994
- Фауна на България, том 28. Insecta, Diptera – Крайбрежни мухи (Ephydridae, Tethinidae, Canacidae). В. Бешовски, 2009